# Кудіямагомедов Шаміль Кудіямагомедович
Шаміль Кудіямагомедович Кудіямагомедов (рос. Кудиямагомедов Шамиль Кудиямагомедович; нар. 9 травня 1993, Кізляр, Дагестан) — російський та італійський борець вільного стилю, чемпіон та бронзовий призер чемпіонатів Європи, дворазовий срібний призер Кубків світу, срібний призер Універсіади. Майстер спорту Росії міжнародного класу.

## Біографія
Боротьбою почав займатися з 2004 року в рідному Кізлярі. У 2007 році з метою подальшого вдосконалення майстерності переїхав до Махачкали. Спочатку займався під керівництвом Тагіра Шахбанова у школі вищої спортивної майстерності, потім перейшов до Анвара Магомедгаджієва в спортивну школу імені Гаміда Гамідова.
У 2012 році став бронзовим призером чемпіонату світу серед юніорів. У 2015 виграв чемпіонат Європи у віковій групі до 23 років.
Виступав за спортивну школу імені Гаміда Гамідова з Махачкали. Чемпіон Росії 2013 року, срібний призер чемпіонатів Росії 2014 та 2015 років.
З 2018 року почав виступи за збірну Італії.
Студент юридичного факультету Дагестанського державного університету.

## Спортивні результати на міжнародних змаганнях

### Виступи на Чемпіонатах світу
| Змагання                        | Збірна | Вагова категорія          | Місце |
| ------------------------------- | ------ | ------------------------- | ----- |
| Чемпіонат світу з боротьби 2013 | Росія  | вільна боротьба, до 84 кг | 15    |

### Виступи на Чемпіонатах Європи
| Змагання                         | Збірна | Вагова категорія          | Місце  |
| -------------------------------- | ------ | ------------------------- | ------ |
| Чемпіонат Європи з боротьби 2016 | Росія  | вільна боротьба, до 86 кг | Золото |
| Чемпіонат Європи з боротьби 2018 | Італія | вільна боротьба, до 86 кг | Бронза |

### Виступи на Кубках світу
| Змагання                    | Збірна | Вагова категорія          | Місце  |
| --------------------------- | ------ | ------------------------- | ------ |
| Кубок світу з боротьби 2014 | Росія  | вільна боротьба, до 86 кг | Срібло |
| Кубок світу з боротьби 2016 | Росія  | вільна боротьба, до 86 кг | Срібло |

### Виступи на Універсіадах
| Змагання               | Збірна | Вагова категорія          | Місце  |
| ---------------------- | ------ | ------------------------- | ------ |
| Літня Універсіада 2013 | Росія  | вільна боротьба, до 84 кг | Срібло |

### Виступи на інших змаганнях
| Змагання                                                  | Збірна | Вагова категорія          | Місце  |
| --------------------------------------------------------- | ------ | ------------------------- | ------ |
| Турнір Алі Алієва 2012                                    | Росія  | вільна боротьба, до 84 кг | Золото |
| Кубок Бразилії з боротьби 2013                            | Росія  | вільна боротьба, до 84 кг | Золото |
| Гран-прі «Іван Яригін» 2014                               | Росія  | вільна боротьба, до 86 кг | Срібло |
| Золотий Гран-прі з боротьби 2014 (Баку)                   | Росія  | вільна боротьба, до 86 кг | Золото |
| Кубок Рамзана Кадирова 2014                               | Росія  | вільна боротьба, до 86 кг | Золото |
| Вогні Москви 2014                                         | Росія  | вільна боротьба, до 86 кг | Золото |
| Турнір Алі Алієва 2015                                    | Росія  | вільна боротьба, до 86 кг | Золото |
| Всесвітні ігри військовослужбовців 2015                   | Росія  | вільна боротьба, до 86 кг | Золото |
| Золотий Гран-прі з боротьби 2015                          | Росія  | вільна боротьба, до 86 кг | 9      |
| Гран-прі «Іван Яригін» 2016                               | Росія  | вільна боротьба, до 86 кг | Золото |
| Чемпіонат світу з боротьби серед військовослужбовців 2016 | Росія  | вільна боротьба, до 86 кг | Золото |
| Золотий Гран-прі з боротьби 2016                          | Росія  | вільна боротьба, до 86 кг | Золото |
| Гран-прі «Іван Яригін» 2017                               | Росія  | вільна боротьба, до 86 кг | 5      |
| Турнір Дана Колова — Николи Петрова 2017                  | Росія  | вільна боротьба, до 86 кг | Срібло |
| Чемпіонат Росії з боротьби 2017                           | Росія  | вільна боротьба, до 86 кг | Срібло |
| Київський Міжнародний турнір з боротьби 2018              | Італія | вільна боротьба, до 86 кг | Бронза |
| Турнір Дана Колова — Николи Петрова 2018                  | Італія | вільна боротьба, до 86 кг | 5      |

### Виступи на змаганнях молодших вікових груп
| Змагання                                      | Збірна | Вагова категорія          | Місце  |
| --------------------------------------------- | ------ | ------------------------- | ------ |
| Чемпіонат Європи з боротьби до 23 років 2015  | Росія  | вільна боротьба, до 86 кг | Бронза |
| Чемпіонат світу з боротьби серед юніорів 2012 | Росія  | вільна боротьба, до 84 кг | Бронза |